# Latchine
Latchine (en arménien : Լաչին ; ) ou Berdzor (en arménien : Բերդձոր) est le chef-lieu du raïon de Latchine en Azerbaïdjan. La population était estimée à 1 700 habitants en 2010. La ville donne son nom au corridor de Latchine, seule route permettant de relier l'Arménie et le Haut-Karabagh, au travers du territoire azerbaïdjanais, de 1992 à 2023.

## Géographie
La ville est située dans le Haut-Karabagh au sud-ouest de l'Azerbaïdjan, à 6 km au nord de la frontière avec l'Arménie et à 25 km au sud-ouest de Khankendi. Elle s'élève à une altitude moyenne de 889 m au-dessus de la vallée de l'Hakari.

## Histoire
Des inscriptions cunéiformes découvertes dans les grottes entourant la ville attestent de la présence urartéenne dans la région. La localité est mentionnée pour la première fois par des sources arméniennes sous le nom de Berdadzor (en arménien : Բերդաձոր), un canton de la province d'Artsakh dans l'antique royaume d'Arménie . Elle est également  transcrite sous les noms de Beradzor, Berdzor ou Berdzork. Movsès Kaghankatvatsi et Makar Barkhoudarian mentionnent un cheval dit « Berdzor », prétendument originaire de la région. Au cours de la période médiévale, la ville de Berdzor est mentionnée comme faisant partie de la province d'Artsakh, dans le royaume arménien des Bagratides.
Le secrétaire du chah Jalal ad-Din, Mohammed en Nesawi, désigne la localité sous le nom de Berdadzor, mais aussi sous un nouveau nom, Kaladara.
Du XVe au XVIIe siècle, Berdzor bien que sous domination perse, est régie par ses propres meliks et fait partie de la principauté de Kashatagh. L'endroit est finalement abandonné par sa population arménienne. Après le déplacement de la population arménienne, la région est repeuplée par des tribus kurdes qui réemploient les pierres des bâtiments en ruine. 
Le village est ensuite connu sous le nom d'Abdallar, en reférence à la tribu turque des Abdals,. En 1914, le village compte 124 habitants, qualifiés de « tatars » par les autorités russes.
Berdzor obtient le statut de ville en 1923 et fait alors partie de l'ouïezd du Kurdistan rouge, une entité administrative de la république socialiste soviétique d'Azerbaïdjan. En 1926, elle prend le nom de Latchine (prénom turcophone évoquant le faucon),. En 1930, la ville appartient brièvement à l'okroug du Kurdistan, avant de devenir le chef-lieu d'un raïon créé le 8 août de la même année.
Au cours de la première guerre du Haut-Karabakh, Latchine passe sous contrôle arménien, est rebaptisée Berdzor et est administrée dans le cadre de la région de Kashatagh de la république d'Artsakh, ce qui pousse les populations azéries à fuir la ville et la région pour se réfugier dans le reste de l'Azerbaïdjan.
Le 10 novembre 2020, conformément à l'accord de cessez-le-feu qui met fin à la seconde guerre du Haut-Karabagh, le raïon de Latchine est restitué à l'Azerbaïdjan le 1er décembre suivant. Cependant, le corridor de Latchine est maintenu comme lien terrestre entre l'Arménie et le Haut-Karabagh et placé sous la responsabilité des forces russes de maintien de la paix. Les événements entraînent un départ des populations arméniennes installées depuis 1994 dans la ville et le raïon.
Environ 200 Arméniens demeurent dans le corridor de Latchine, mais en 2022, une nouvelle route est en cours de construction qui modifie l'axe du corridor, laissant Latchine en dehors de celui-ci. Le 10 août suivant, après de nouveaux affrontements armés, les autorités du Haut-Karabagh donnent l'ordre d'évacuation aux habitants restants du corridor qui quittent tous leurs habitations le 25 août. Le lendemain, Latchine repasse sous le contrôle de l'Azerbaïdjan.
Le 27 mai 2023, une vingtaine de familles azerbaïdjanaises sont réinstallées dans la ville. Au 11 septembre 2024, le nombre total d'habitants atteint 2 090 personnes.
Le 28 mai 2025, Latchine abrite une rencontre au sommet réunissant les présidents azerbaïdjanais Ilham Aliyev, turc Recep Tayyip Erdoğan et le Premier ministre pakistanais Shehbaz Sharif. Le même jour, l'aéroport international de Latchine est inauguré.

## Économie et culture
En 2015, la majeure partie de la population travaille dans les services et les institutions publiques. La ville dispose d'un hôpital régional, de quatre cliniques dentaires,  d'une école maternelle, de deux écoles secondaires, d'une école de musique et d'une école d'art et de sport. 

## Patrimoine
L'église de la Résurrection est inaugurée en 1998 et construite en tuf volcanique, est rasée en 2024 par les autorités azerbaïdjanaises.

## Jumelage
- Highland (États-Unis)[25]

## Galerie

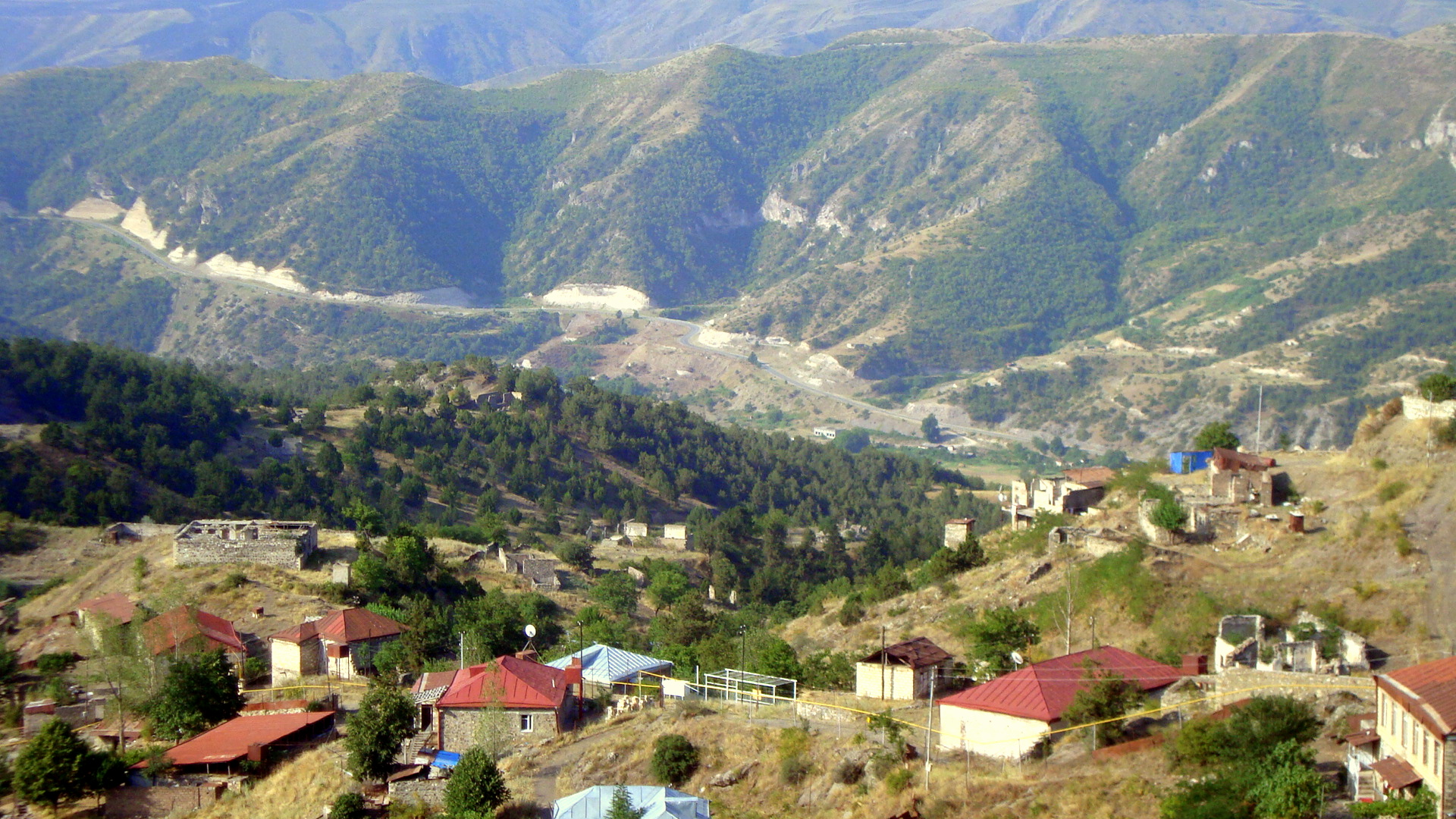
Corridor de Latchine en 2010.
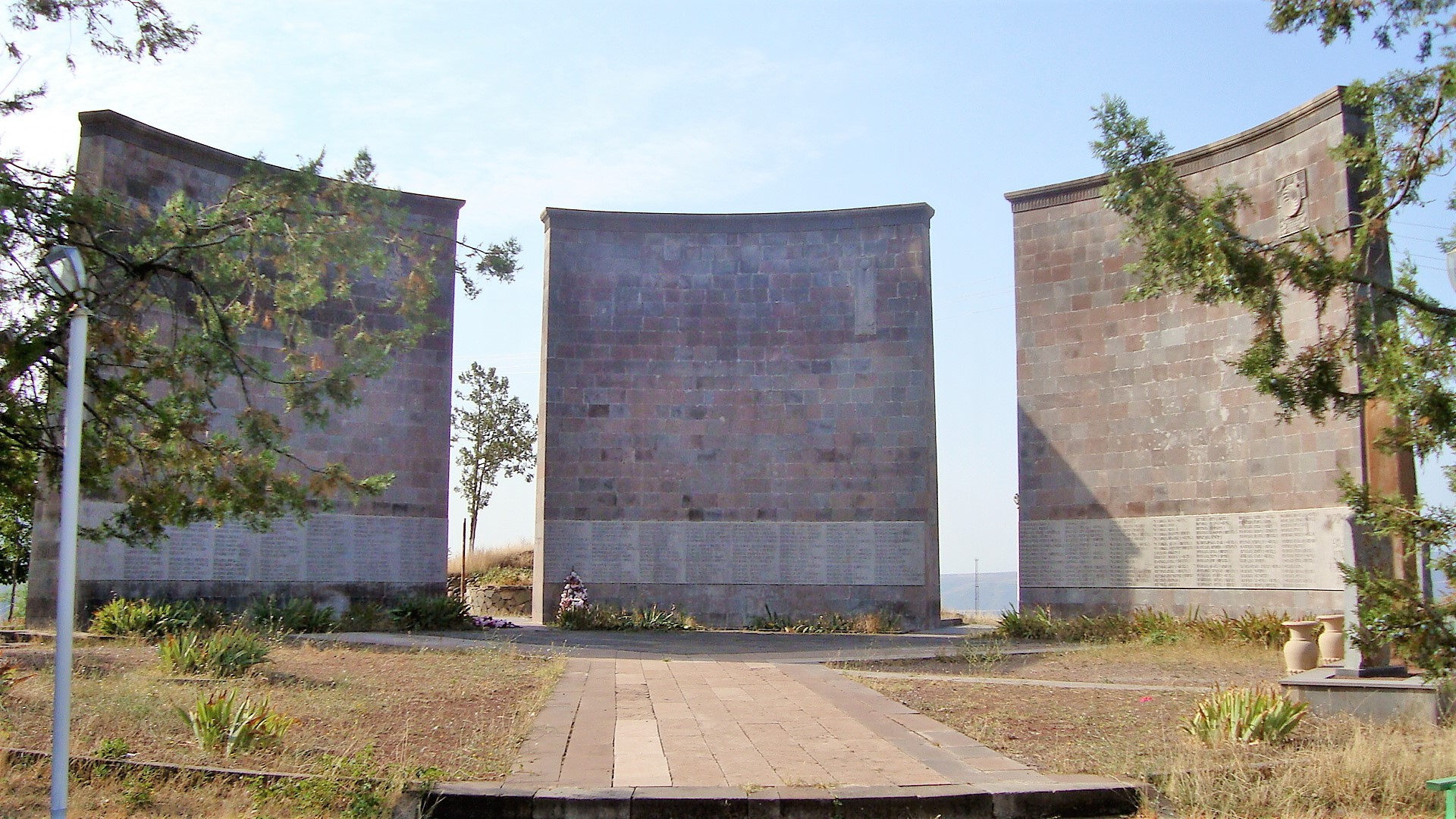
Mémorial à la Seconde Guerre mondiale.
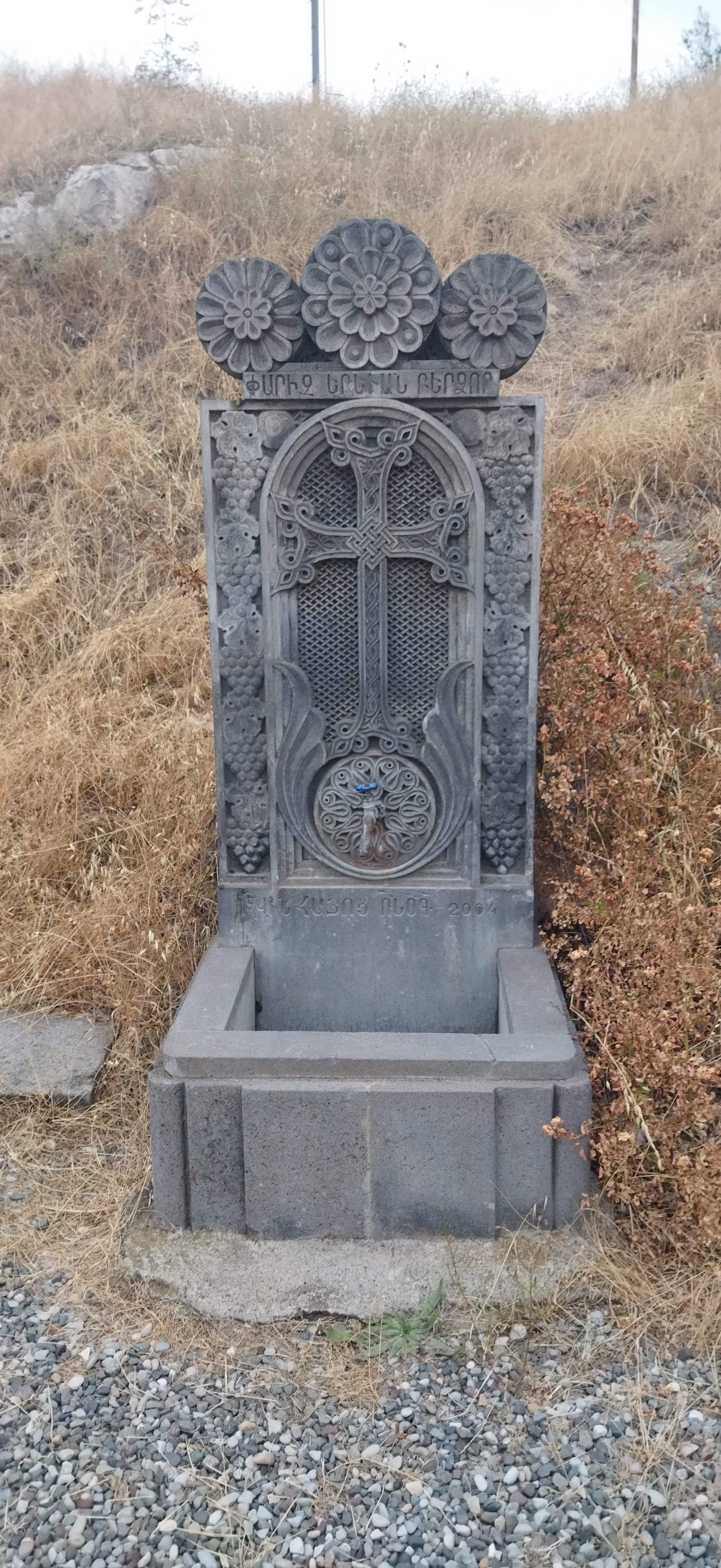
Khatchkar, 2022.
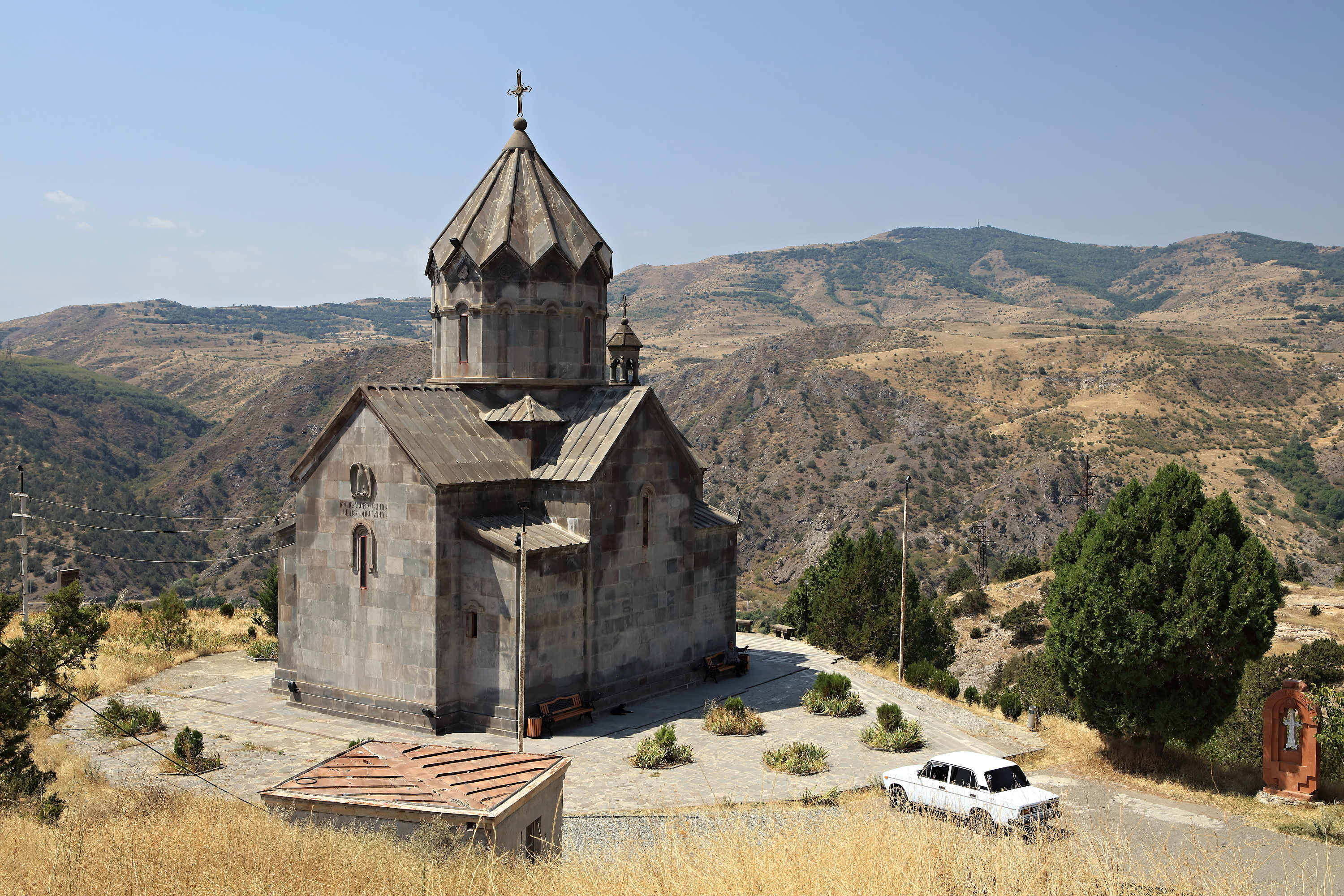
Église de la Résurrection en 2015.
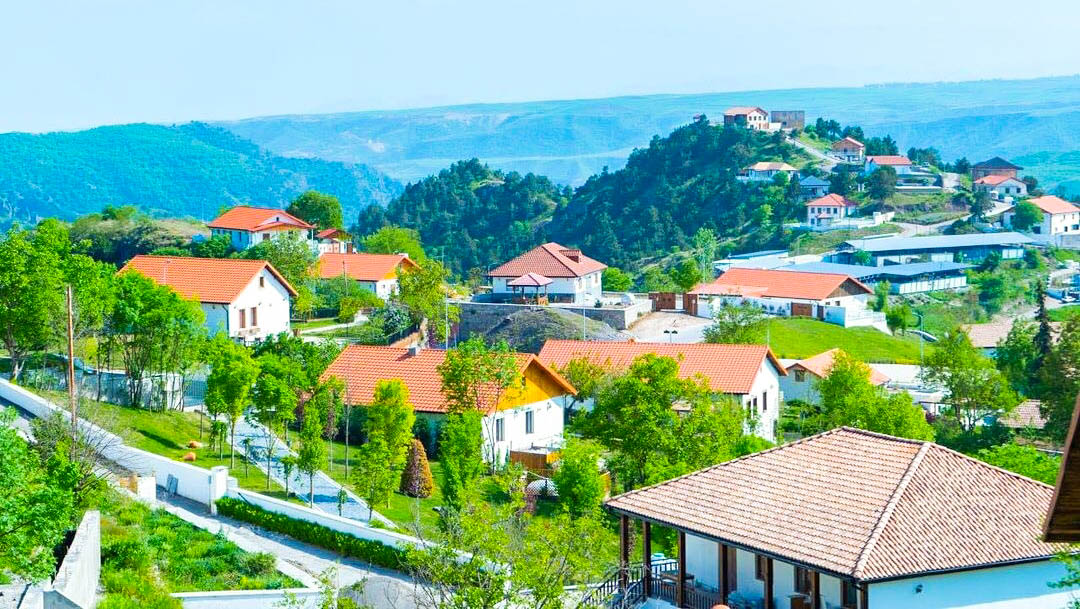
Constructions récentes en 2024.